# Arta de a înșela
Arta de a înșela (titlu original: Skin Deep) este un film american de comedie romantică din 1989 scris și regizat de Blake Edwards. Rolurile principale au fost interpretate de actorii John Ritter, Vincent Gardenia și Alyson Reed.
Cu un buget de 8,5 milioane de dolari americani a avut încasări de 45 de milioane de dolari americani.

## Distribuție
- John Ritter - Zachary "Zach" Hutton
- Vincent Gardenia - Barney the Barkeeper
- Alyson Reed - Alexandra "Alex" Hutton
- Joel Brooks - Jake Fedderman
- Julianne Phillips - Molly
- Chelsea Field - Amy McKenna
- Peter Donat - Leon "Sparky" Sparks
- Don Gordon - Curt Ames
- Nina Foch - Marge, Alex's Mother
- Denise Crosby - Angela "Angie" Smith
- Michael Kidd - Dr. Westford
- Dee Dee Rescher - Bernice Fedderman
- Bryan Genesse - Rick Curry
- Bo Foxworth - Greg
- Raye Hollitt - Lonnie Jones
- Brenda Swanson - Emily
- Jean Marie McKee - Rebecca "Becky"